# Bagatelă
Bagatela este o piesă muzicală de scurte dimensiuni, în general compusă pentru pian, având un caracter moale, așezat. Cuvântul bagatelă se referă la un lucru ușor, un fleac. 
Cea mai veche bagatelă cunoscută îi aparține lui François Couperin⁠(fr)[traduceți], care în cea de-a zecea culegere a sa pentru clavecin, intitulează o parte din aceasta Les Bagatelles. Probabil cele mai cunoscute lucrări de acest gen rămân cele ale lui Ludwig van Beethoven, care a publicat trei seturi: Opus 33, Opus 119 și Opus 126, însă a scris și alte lucrări similare care nu au fost publicate în timpul vieții sale, printre acestea incluzându-se și celebra Für Elise. 
Alte exemple notabile în acest sens sunt Bagatele fără tonalitate ale lui Franz Liszt (prin aceste lucrări fiind un inițiator al tonalității), lucrările lui Antonin Dvorak pentru două viori, violoncel și armoniu. În secolul al XX-lea, genul a fost continuat de câțiva compozitori celebri printre care: Béla Bartók (a compus un set de 14 bagatele, opus 6), Anton Webern (a scris 6 bagatele pentru cvartet de coarde, opus 9); Gerald Finzi⁠(fr)[traduceți], (a compus cinci Bagatele pentru clarinet și pian).